# Maya Barsony
Pour les articles homonymes, voir Barsony.
Maya Barsony, née le 22 novembre 1976, est une auteure-compositrice-interprète française.
Elle a participé à divers spectacles notamment celui de Brigitte Fontaine le 27 mars 2007 à l'Olympia, et a collaboré avec divers groupes et artistes : « Riches et Pauvres », le « Bachibouzouk Band »... 
Elle a aussi joué dans le film La Môme.
Sur son album Femme d'Extérieur sorti le 26 mai 2008, on trouve la participation de -M- et de Brigitte Fontaine et d'Arthur H.
Elle est la fille de Nicole Courtois (d) et de l'artiste plasticien Piotr Barsony ; le chanteur Arthur H est son demi-frère.

## Discographie

### Albums
- 2001 : Barsony

1. Loup 3:12
2. Aujourd'hui 3:36
3. C'est ça le problème 4:06
4. Magazine 3:39
5. Loli et Lola 3:06
6. Duo 3:03 (avec Arthur H)
7. Ève et Adam 4:04
8. Le Groupe 5:00
9. La branque qui braque des banques 3:30
10. Alzheimer 2:12
11. La p'tite sorcière 2:12
12. Zarca 1:40

- 2008 : Femme d'extérieur

1. Chitah 3:25
2. La pompe à diesel 3:43
3. Kil ê bô 3:16
4. Laisse couler 4:07
5. Dis-moi, dis-moi 3:12
6. P'tits boulots 4:32
7. La beuglante 3:20
8. L'Indien à la tête carrée 3:50
9. Calamity Jane 2:55
10. Boomerang 3:22
11. Tourbillonner 4:02

Cet album existe aussi en version contenant le DVD « Live au nouveau Casino » avec les titres :
1. La pompe à diesel
2. Kil ê bô
3. Boomerang
4. La beuglante
5. La branque qui braque les banques

- 2011 : Monter âmoureuse

1. La femme canon 2:41
2. Je ne t'en veux pas (en duo avec Camille Bazbaz, sur un texte de Chet) 3:10
3. Monter âmoureuse 3:03
4. Amour-éther 3:30
5. Poing-virgule 3:36
6. Open-space 2:56
7. L'ovni love 3:01
8. Le Funambule 3:11
9. Dans tes bras 3:53
10. La route est 2:58
11. Talons aiguilles 2:46
12. Insomnie 4:01

### Singles
- Loup (écrit par Piotr Barsony)
- La pompe à diesel (Manu Larrouy)
- Dis-moi, dis-moi (Brigitte Fontaine, Matthieu Chedid et Maya Barsony)
- La beuglante (Maya Barsony, Piotr Barsony et Thierry Stremler)